# Taras Bulba (ópera)

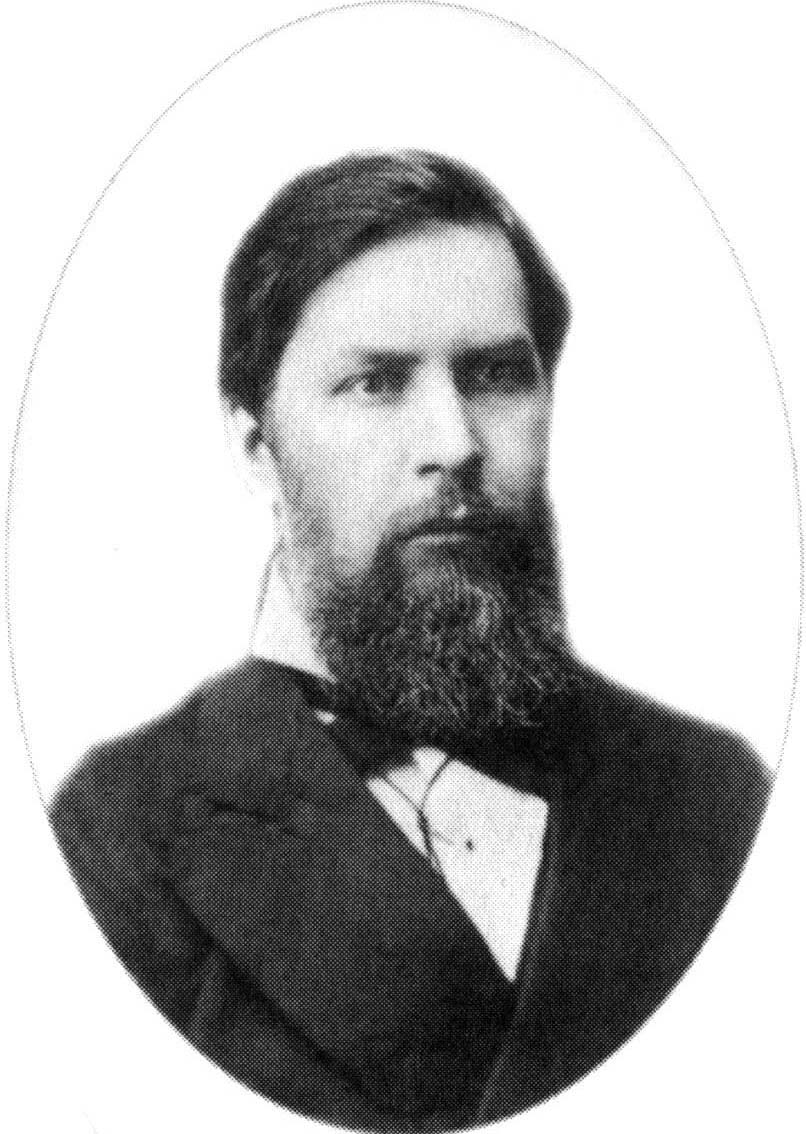
O compositor ucraniano Mykola Lysenko, em foto não datada.

Taras Bulba é uma ópera em quatro actos do compositor ucraniano Mykola Lysenko. O libreto foi escrito por Mykhailo Starytsky (primo do compositor) após o romance Taras Bulba de Nikolai Gogol. A história era sobre um cossaco que mata o seu filho depois de trair aqueles que lutavam pela sua liberdade.
A ópera, que não foi revisada na época da morte do compositor em 1912, foi apresentada pela primeira vez em 1924. As performances actuais baseiam-se, no entanto, em revisões minuciosas, afectando o texto, a música e a orquestração, realizadas nas décadas de 1930 e 1950.